# 校长推荐制
中学校长实名推荐制是北京大学在2010年自主招生过程中推行的一种新政策。形式为中学校长实名推荐的优秀学生可以成为自主招生候选人，直接获得自主招生面试资格，并有机会获得降分录取资格。2010年自主招生过程中，北京、广东、浙江、江苏等13个省区的39所中学获得了校长推荐的资格。校长推荐制度旨在为具有不同资质的优秀学生提供脱颖而出的机会，是一次革新人才选拔与培养模式的探索。该制度一经推出受到了社会各界的广泛关注与争论。
2011年及之后，清华大学推出的新百年计划中的领军计划，复旦大学推出的直推生计划，中国人民大学推出的校长直通车计划等，因为形式均为校长代表学校向大学推荐优秀学生，而学生获得较大幅度的自主招生优惠政策，所以以上计划也被视为广义上的校长推荐制。

## 争论
支持校长推荐制的人认为该制度有利于淡化目前“高考决定命运”的人才选拔制度的弊端，为有才能的学生提供公平的竞争机会和发展空间。
对校长推荐制存在质疑的人认为该制度给予校长很大权力，监督不到位则有可能滋生腐败，并且不能保证实施过程中的公平性；就目前公示名单来看，校长推荐的学生成绩多名列前茅，该制度很有可能成为北京大学提前锁定优秀生源的变相政策。
校长推荐制这一新尝试的实施还需要不断完善细节，利弊衡量尚有待观察。然而这为如何改革中国教育制度与人才选拔培养制度，为优秀人才提供更公平的机会、更广阔的空间这一话题引发了新思考，提供了新思路。

## 回音
教育部新闻发言人11月26日在回应对北大“校长推荐制”的质疑时表示，在非义务教育阶段，是以选拔人才为主，所以在这个阶段从来不提均衡发展，希望媒体和社会各界能够为这项改革创造一个宽松的氛围。